# الاتحاد العام للعمال الموريتانيين
الاتحاد العام للعمال الموريتانيين (CGTM) هو مركز نقابي وطني في موريتانيا تأسس عام 1993. يبلغ عدد أعضائها 25 ألفًا وهي تابعة للاتحاد الدولي للنقابات العمالية .